# 5413-as mellékút (Magyarország)
Az 5413-as mellékút egy 19 kilométeres hosszúságú, négy számjegyű mellékút Bács-Kiskun vármegye és Csongrád-Csanád vármegye határvidékén; az 53-as főút balotaszállási szakaszától húzódik Öttömösön át az 55-ös főútig.

## Nyomvonala
Balotaszállás külterületén indul, az 53-as főútból kiágazva, annak majdnem pontosan a 66. kilométerénél, kelet felé. Néhány lépéssel az első kilométerének elérése előtt, Balotaszállás vasútállomás térségének északi széle mellett keresztezi a Budapest–Kelebia-vasútvonal vágányait, a síneken túl már a község házai közt folytatódik, Ady Endre utca néven. Kicsivel arrébb délkeletnek fordul, így halad a belterület délkeleti széléig, amit a második kilométer után hagy maga mögött. Még sokáig Balotaszállás határai közt húzódik: 12,2 kilométer után még mindig ott torkollik bele északkelet felől az 5429-es út, Kiskunmajsa-Gárgyán és Pusztamérges irányából.
13,9 kilométer után lépi át a megyehatárt, onnét a Csongrád-Csanád vármegyei Öttömös területén folytatódik, eleinte továbbra is délkelet felé. 14,8 kilométer után éri el a belterület északnyugati szélét, ott a Fő utca nevet veszi fel. Kevéssel 15,5 kilométer elérése előtt egy kereszteződéshez ér: délkelet felől az 5431-es út torkollik bele több mint 30 kilométer megtétele után, északkelet felé egy önkormányzati út indul, az 5413-as pedig délnyugatnak folytatódik, Szabadság utca néven. A 16. kilométerénél már újra külterületek közt halad, három kilométeren belül pedig véget is ér, beletorkollva az 55-ös főútba, annak majdnem pontosan a 45+500-as kilométerszelvényénél.
Teljes hossza, az országos közutak térképes nyilvántartását szolgáló kira.gov.hu adatbázisa szerint 19,001 kilométer.

## Települések az út mentén
- Balotaszállás
- Öttömös